# Sanxiang
Sanxiang (kinesiska: 三乡) är en köping i sydöstra Kina. Den ligger i staden Zhongshan i provinsen Guangdong, omkring 88 kilometer söder om provinshuvudstaden Guangzhou. Antalet invånare är 200 165. Befolkningen består av 97 445 kvinnor och 102 720 män. Barn under 15 år utgör 10,0 %, vuxna 15-64 år 86 %, och äldre över 65 år 2,0 %.